# Souvenirs d'un autre monde
Souvenirs d'un autre monde è il primo album in studio del gruppo musicale francese Alcest, pubblicato nel 2007 dalla Prophecy Productions.

## Tracce
Testi e musiche di Neige.
1. Printemps émeraude – 7:19
2. Souvenirs d'un autre monde – 6:08
3. Les Iris – 7:41
4. Ciel errant – 7:12
5. Sur l'autre rive je t'attendrai – 6:50
6. Tir Nan Og – 6:10

## Formazione
Musicisti
- Neige – strumentazione, voce
- Audrey Sylvain – voce aggiuntiva (traccia 5)

Produzione
- MK – produzione
- Neige – registrazione, fotografia
- Rachel Robinson – copertina
- Andy Julia – fotografia